# Ptinus sexpunctatus
Ptinus sexpunctatus là một loài bọ cánh cứng thuộc chi Ptinus trong họ Ptinidae.